# 香港嘉里酒店

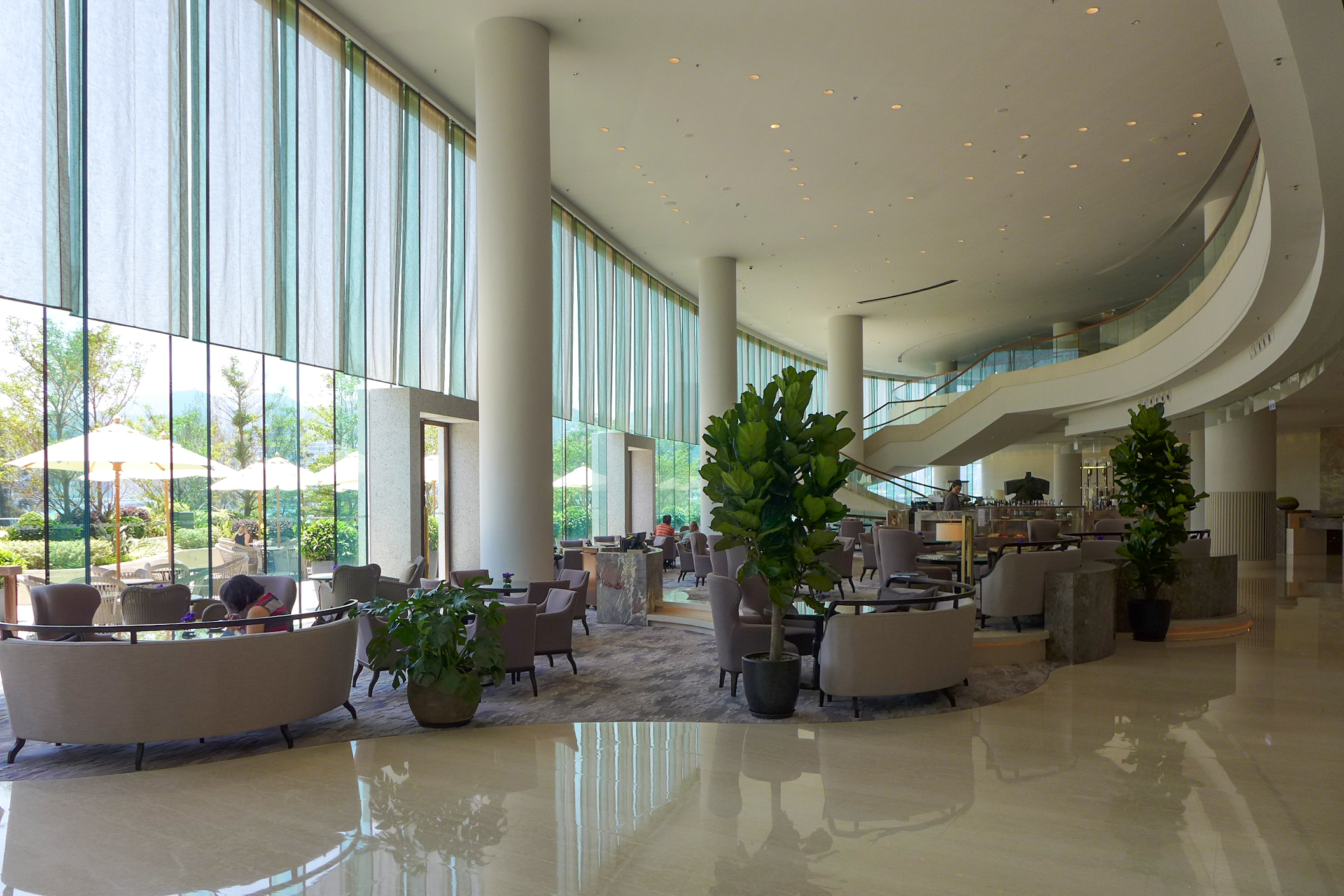
1樓酒店大堂樓底高8米、設宽80米的弧形玻璃幕墙

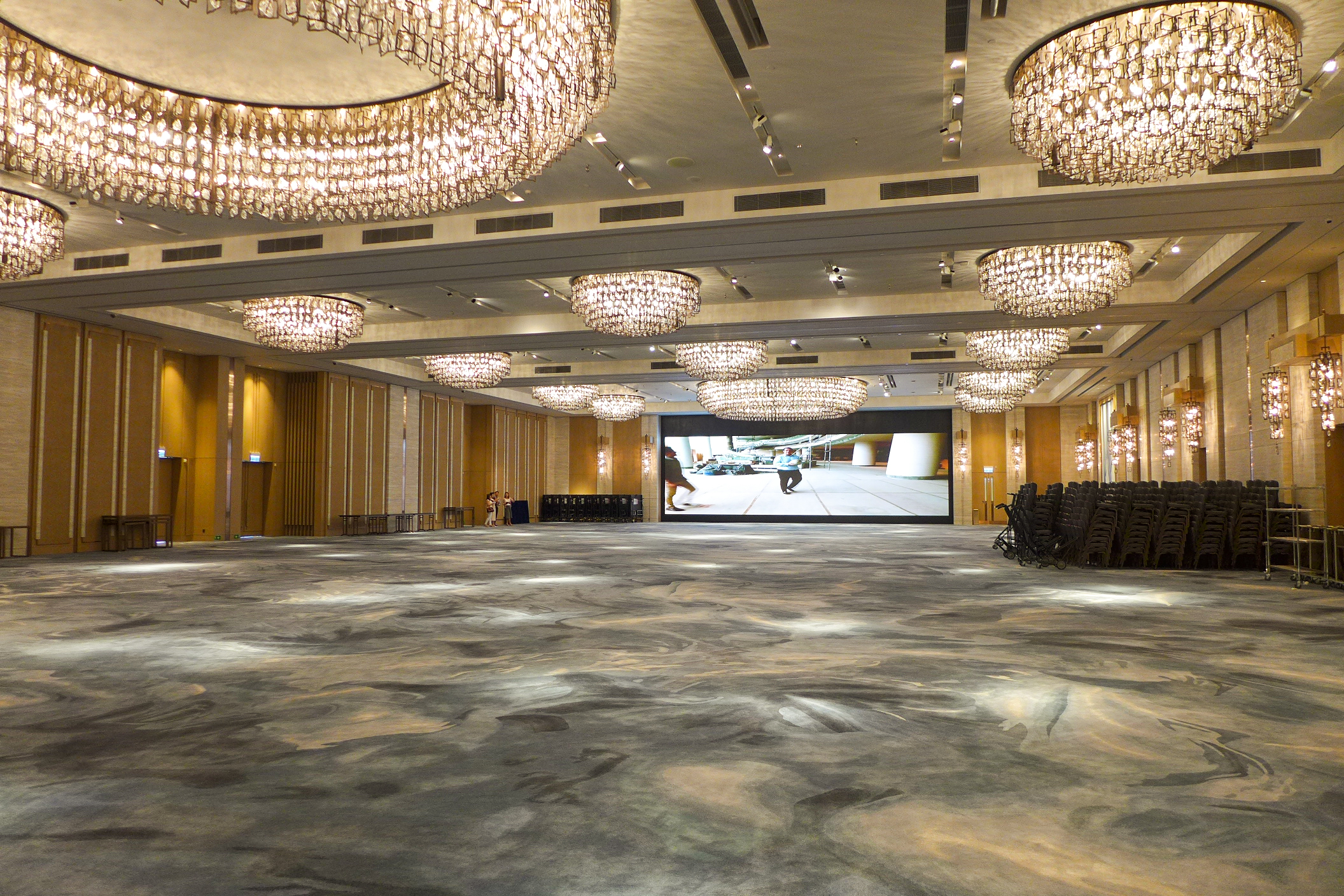
2樓設全港最大無柱宴會廳

香港嘉里酒店（英語：Kerry Hotel Hong Kong）是香格里拉酒店集團屬下的一間的5星級酒店，位處香港九龍紅磡灣紅鸞道38號，鄰近港鐵黃埔站及紅磡碼頭。原預計於2016年12月開幕，但最終延遲至2017年4月28日才開幕。

## 簡介
2011年12月22日九龍紅磡紅鸞道與華信街交界的九龍內地段第11205號的酒店土地，以23億2800萬元批予香格里拉大酒店（九龍）有限公司。
2013年1月26日向城規會呈交發展藍圖，申建1幢16層高的五星級酒店，總樓面約67.27萬方呎，其中55.7萬方呎為酒店，提供546個房間，平均房間面積約930方呎，其他樓面為後勤設施及食肆／商店等。酒店內部由著名设计师傅厚民（Andre Fu）设计，設施包括25米户外暖水泳池、24小时开放的健身中心、全港最大無柱宴會廳，以至多達16個不同的宴會與特備活動場地。1樓、2至4樓及7樓亦設平台花園，由香港著名園境設計公司Adrian L Norman Ltd（ALN）設計。
酒店設多間餐廳，包括1樓供應多款懷舊香港菜式與亞洲特色的雞尾酒品「大堂茶座」、美食廣場「百味村」；3樓供應國際美食的「大灣咖啡廳」；7樓中菜廳「紅糖」、及享有維港景致的酒吧「Red Sugar」。
地面另有一個11.57萬方呎的交通交匯處紅磡（紅鸞道）公共運輸交匯處，但到2019年1月11日才啟用。1樓和2樓平台設公共休憩空間，唯指示牌十分隱蔽。其中2樓平台到2017年6月一度關閉。

## 軼聞
- 電視劇東方華爾街在該處拍攝。

## 圖片

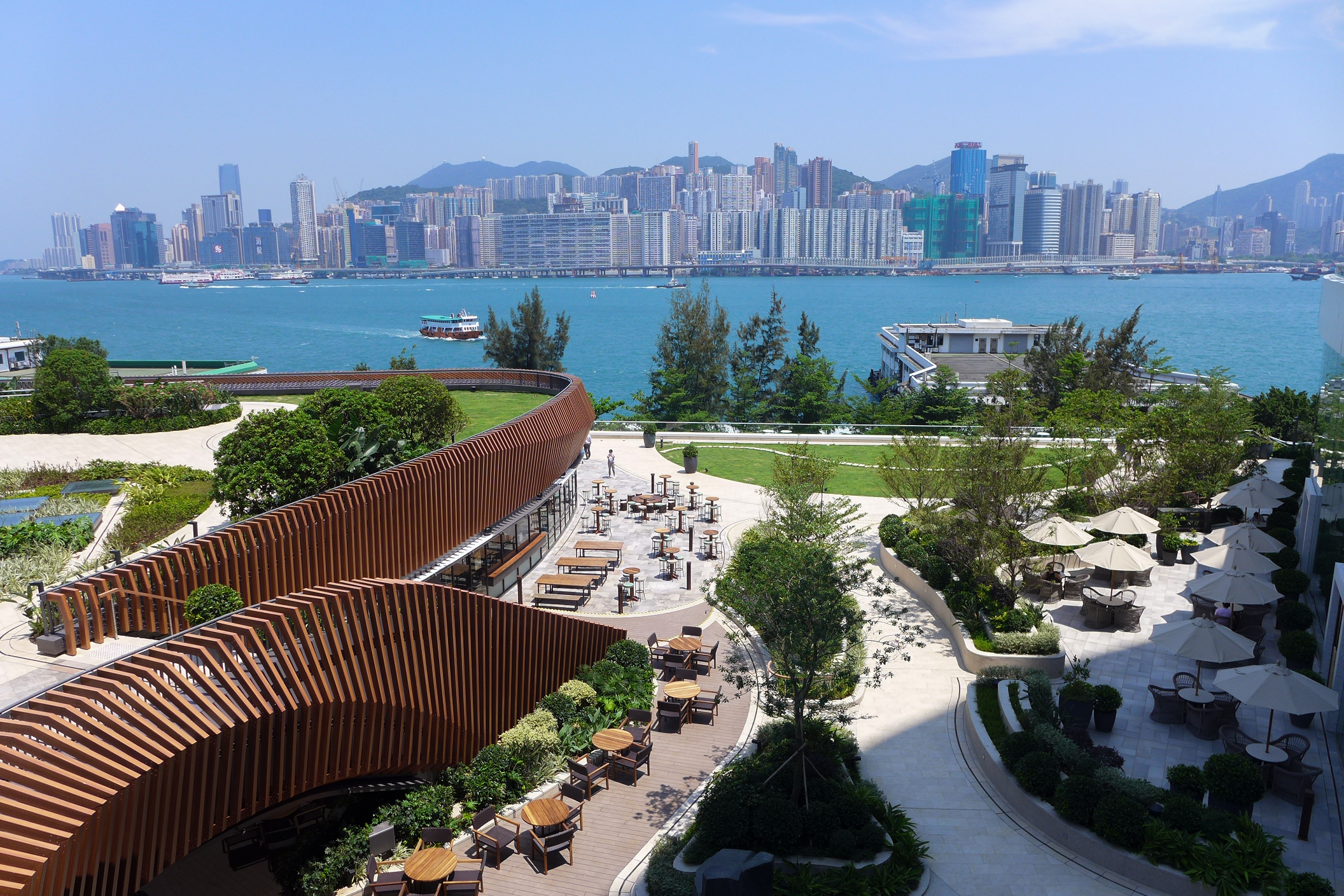
1樓及2樓户外花園
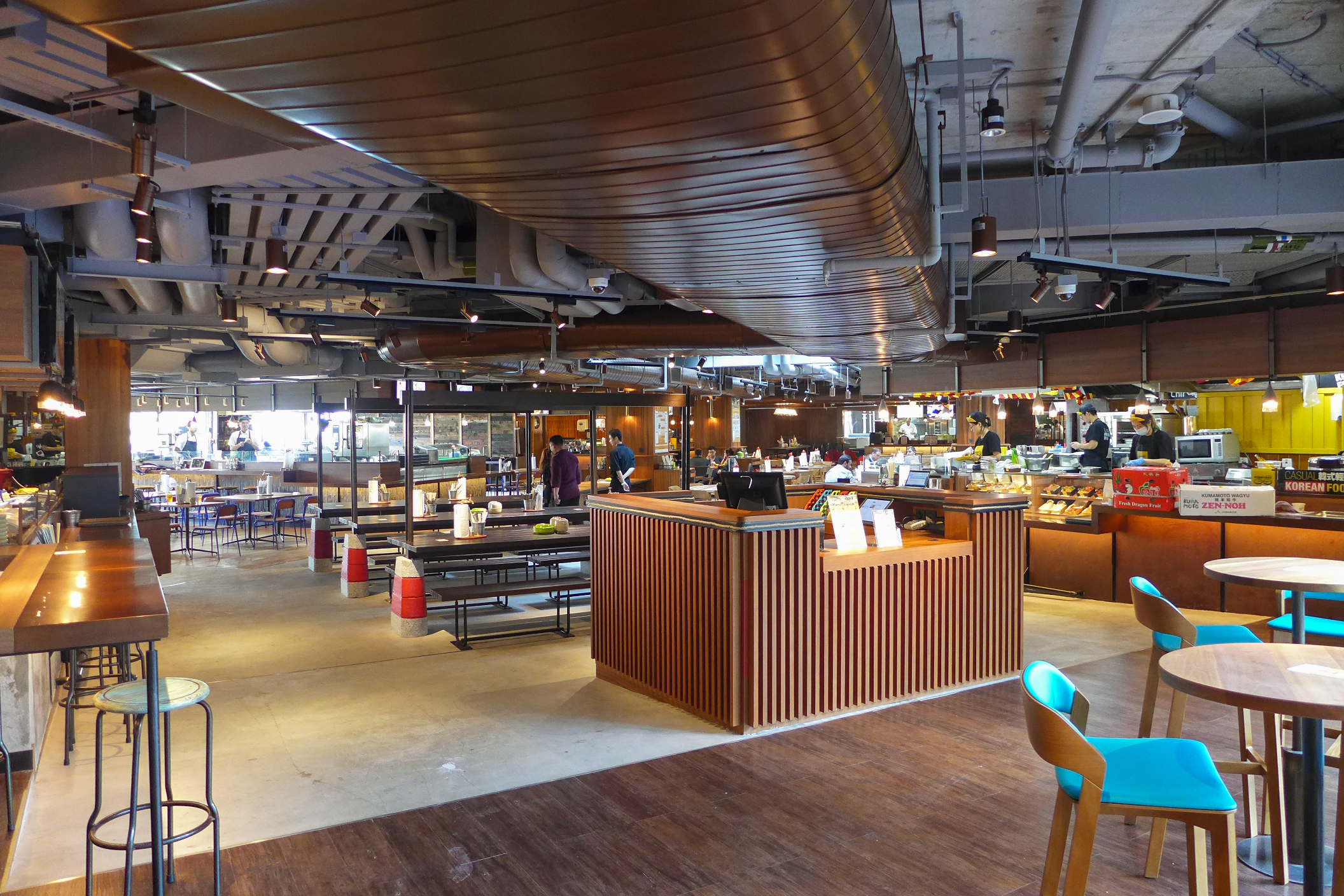
1樓美食廣場「百味村」
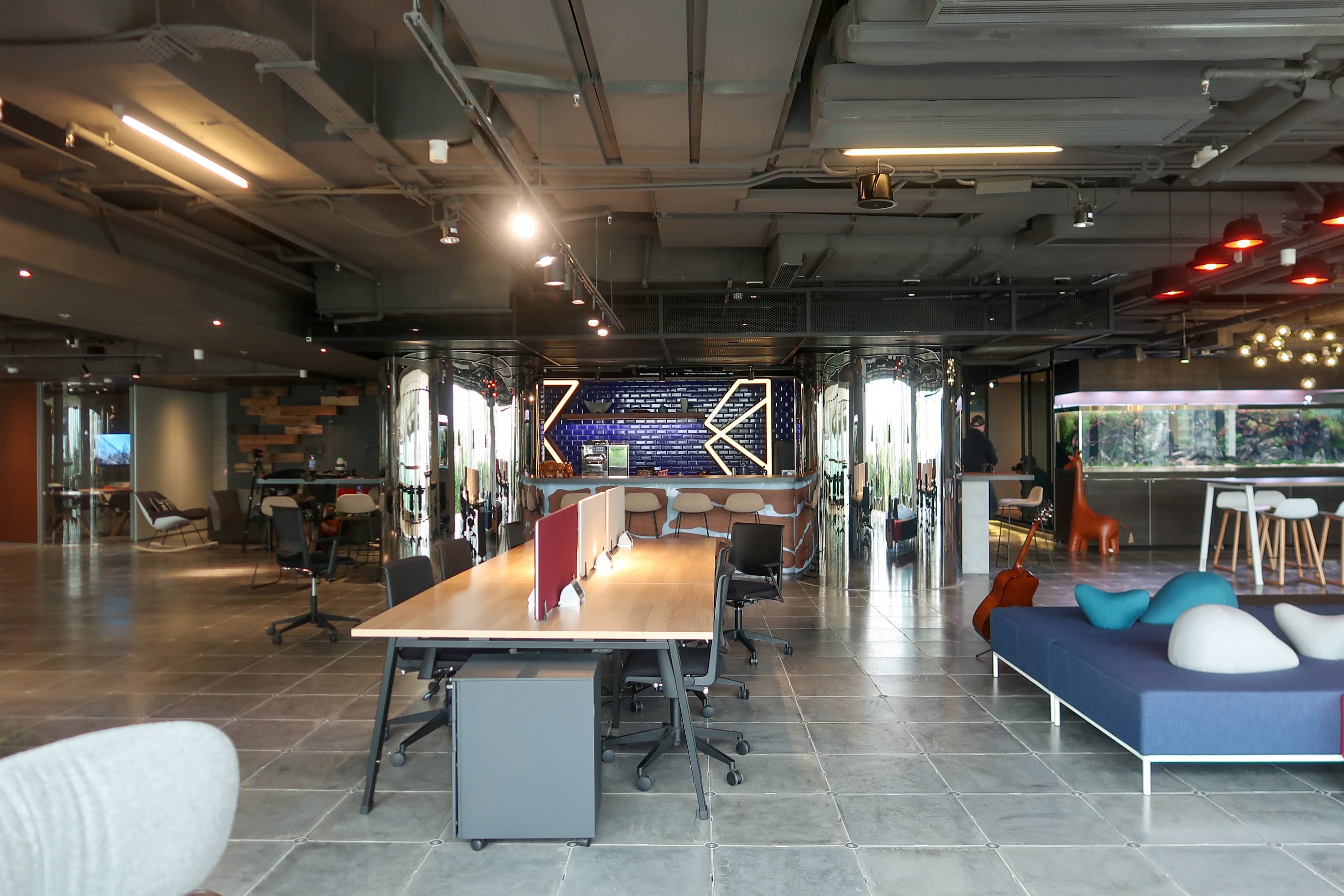
2樓Kafnu Hong Kong共同工作空間
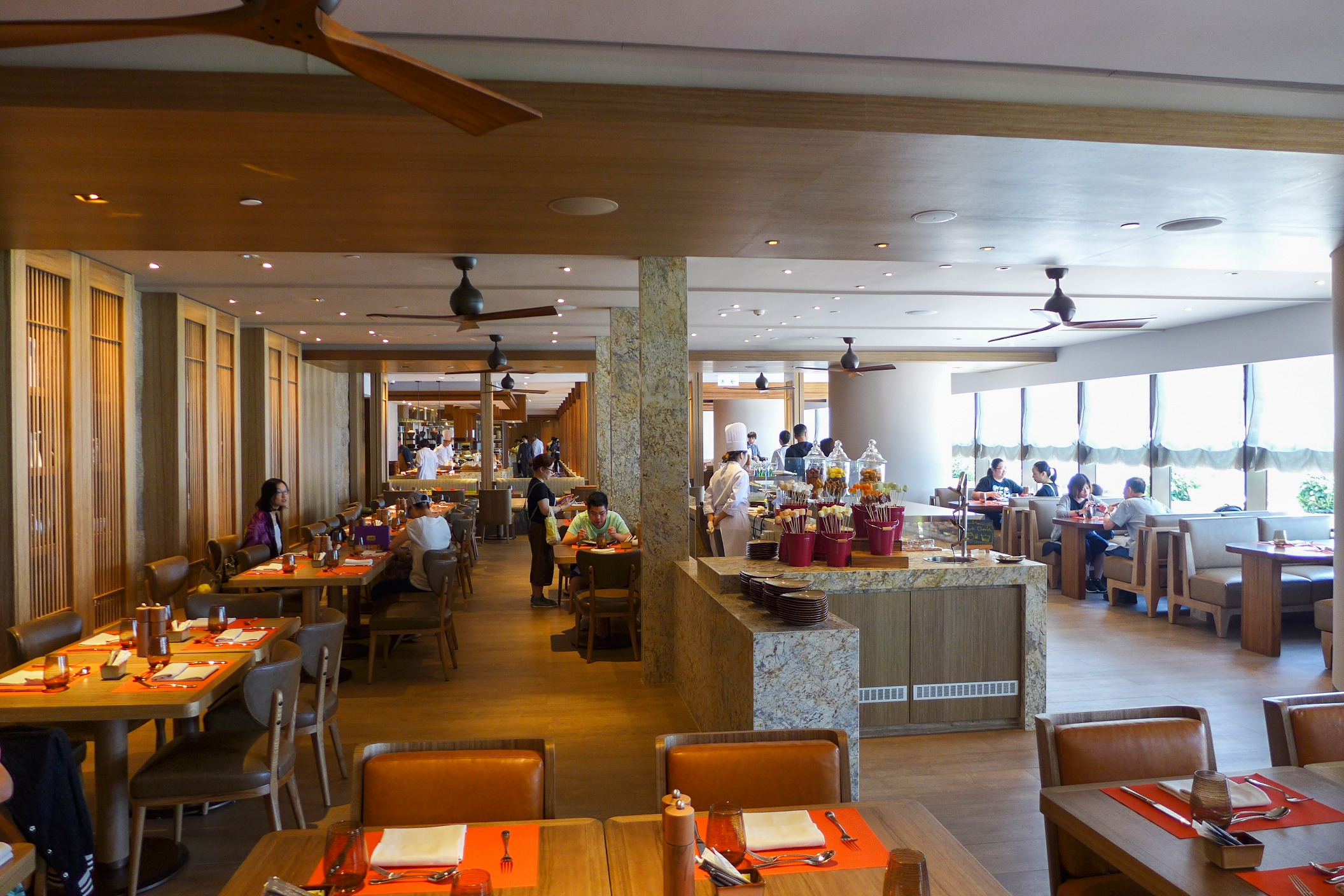
3樓「大灣咖啡廳」
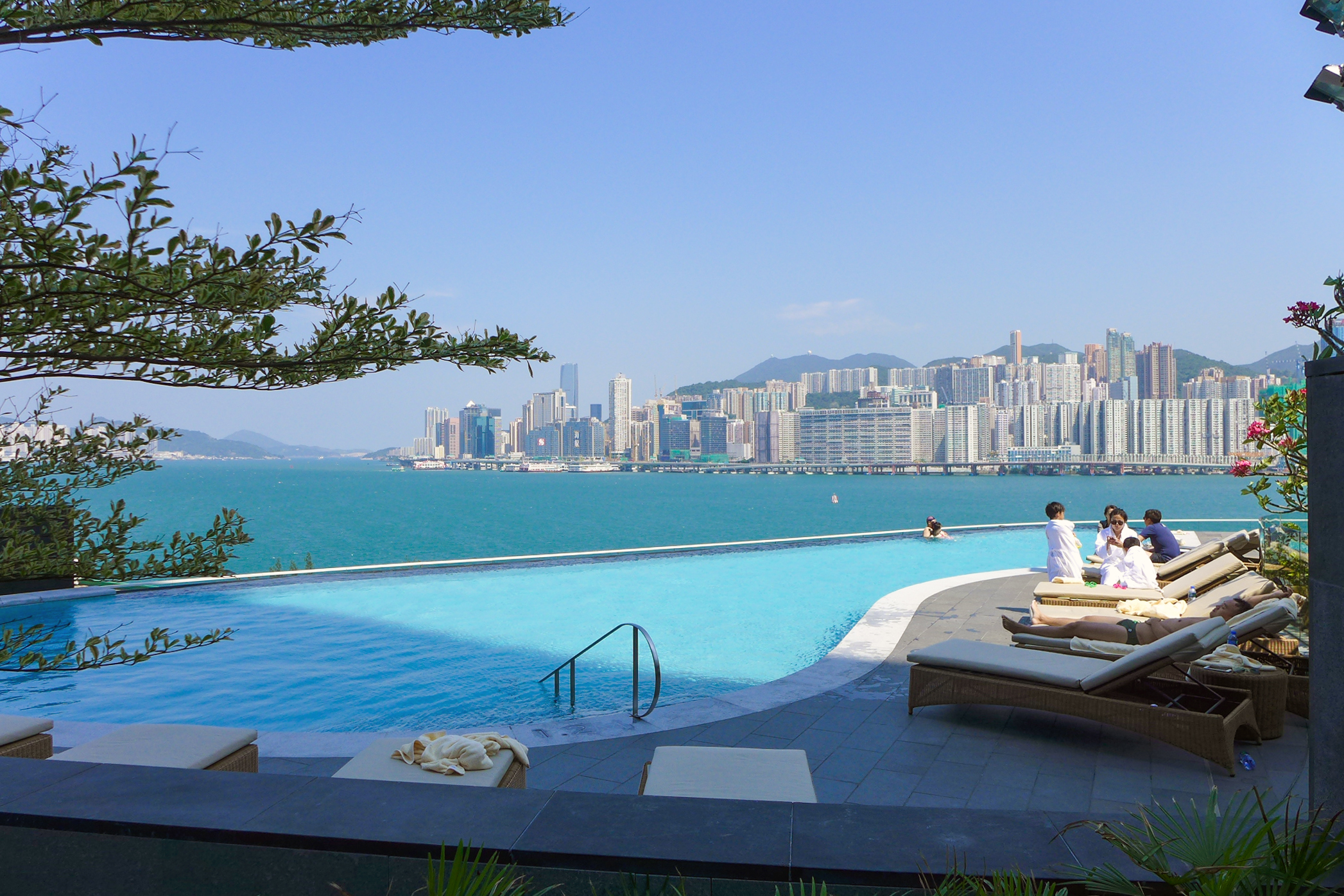
4樓户外無邊際游泳池可享维港海景
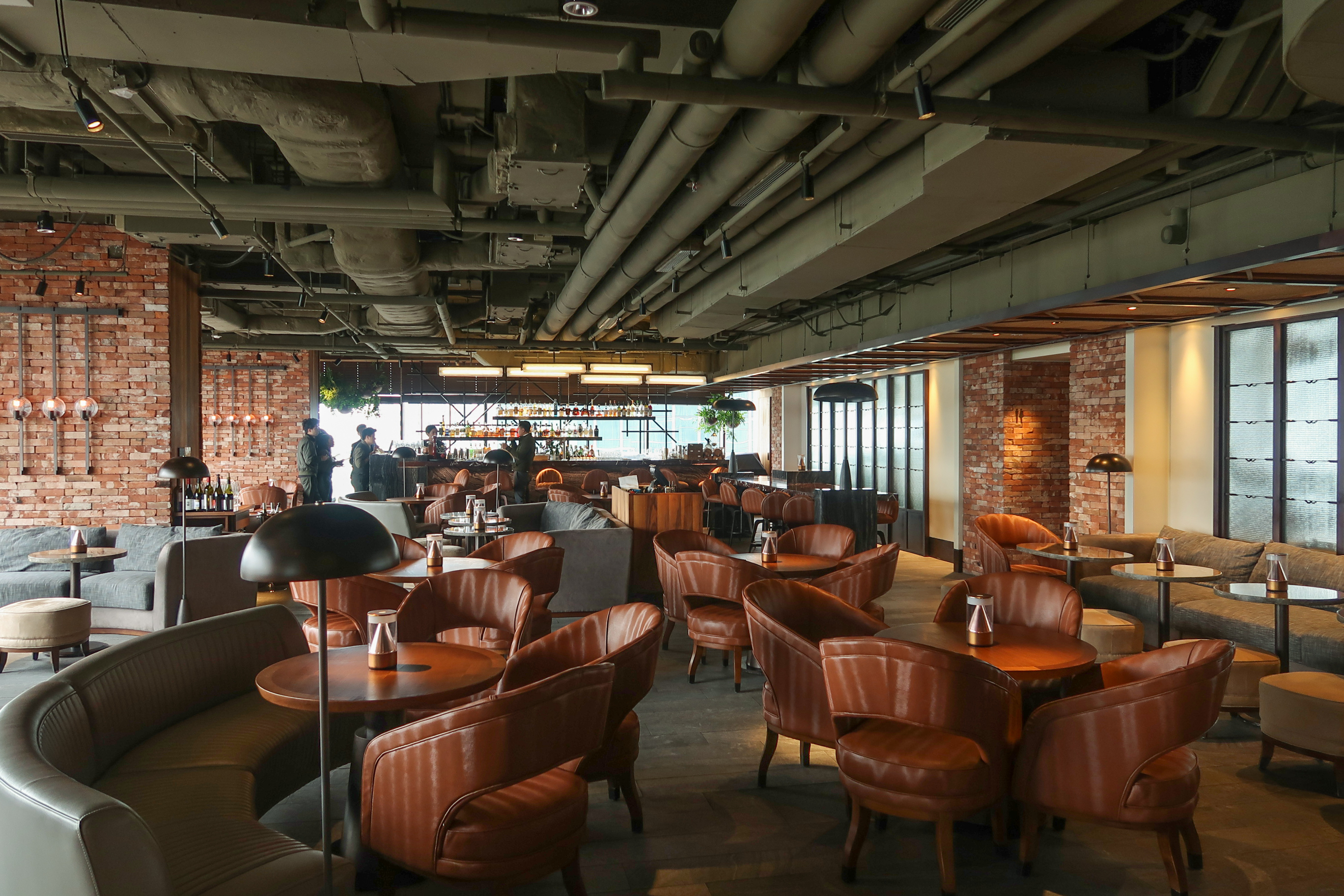
7樓 Red Sugar 酒吧
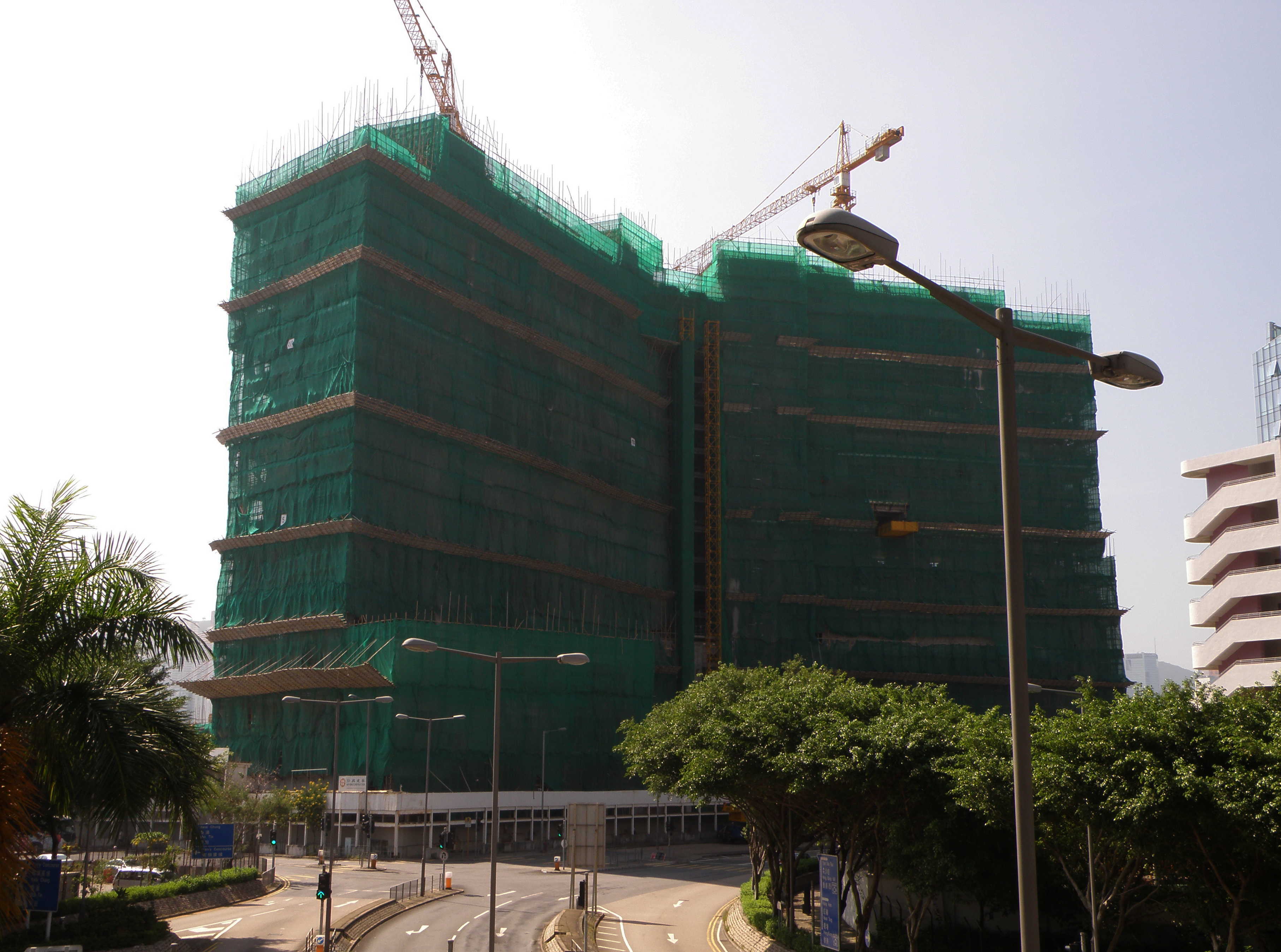
興建中的香港嘉里酒店（2015年9月）
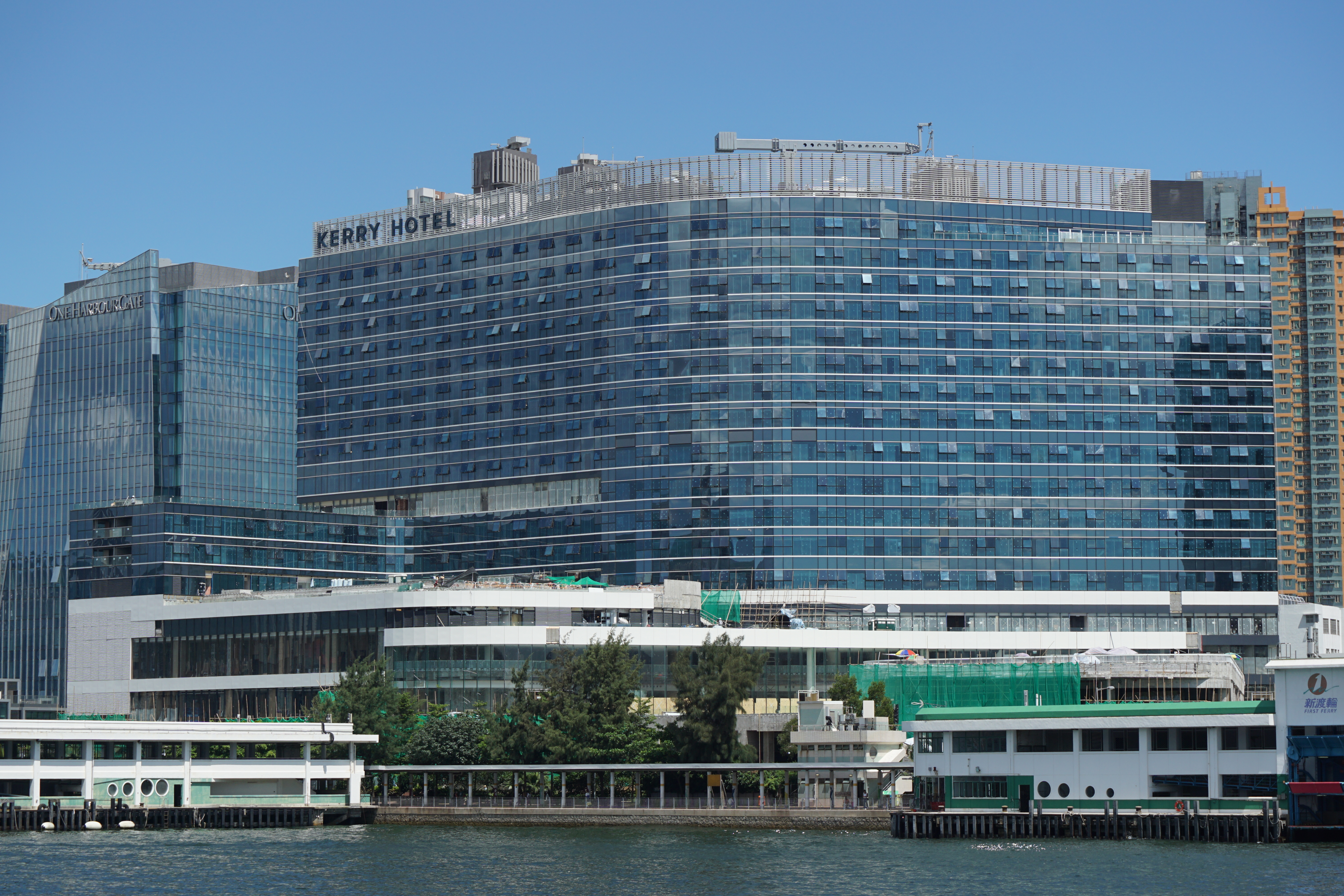
興建中的香港嘉里酒店（2016年6月）